# Delosperma floribundum
Espèce
Classification APG II (2003)
La Delosperma floribundum est une espèce originaire d'Afrique du Sud (Kroonval, Free State) qui fleurit abondamment du printemps à l'automne. Comme les autres espèces de Delosperma originaires des hauts plateaux d'Afrique du Sud, elle résiste bien à de très basses températures, jusqu'à -20 °C. Contrairement à Delosperma cooperi, cette espèce fleurit sous le climat tropical.